# Mount Ekblaw
Mount Ekblaw är ett berg i Antarktis. Det ligger i Västantarktis. Inget land gör anspråk på området. Toppen på Mount Ekblaw är 1 235 meter över havet.
Terrängen runt Mount Ekblaw är huvudsakligen platt. Trakten är obefolkad. Det finns inga samhällen i närheten.